# Доросинівська сільська рада
| Доросинівська сільська рада Доросинівської сільської територіальної громади (до 2019 року — Доросинівська сільська рада Рожищенського району Волинської області) — орган місцевого самоврядування Доросинівської сільської територіальної громади Волинської області з центром у с. Доросині. Рада складається з 14 депутатів та голови. Перші вибори депутатів ради та голови громади відбулись 22 грудня 2019 року. Було обрано 14 депутатів ради, з них (за суб'єктами висування): «Слуга народу» — 9 мандатів, самовисування — 3 та Всеукраїнське об'єднання «Батьківщина» — 2. Головою громади обрали позапартійного самовисуванця Володимира Касянчука, тодішнього Ворончинського сільського голову. До 2019 року — адміністративно-територіальна одиниця у Рожищенському районі Волинської області з підпорядкуванням сіл Доросині та Кияж. |

Рада складалась з 16 депутатів та голови.

### Керівний склад ради
| ПІБ                        | Основні відомості                                                                                  | Дата обрання | Дата звільнення |
| -------------------------- | -------------------------------------------------------------------------------------------------- | ------------ | --------------- |
| Слипець Василь Григорович  | Сільський голова, 1956 року народження, освіта                                                     | 26.03.2006   | 31.10.2010      |
| Вавренчук Микола Макарович | Сільський голова, 1957 року народження, освіта вища, член Всеукраїнського об'єднання «Батьківщина» | 31.10.2010   | 28.10.2015      |
| Косарик Віктор Павлович    | Сільський голова, 1958 року народження, освіта вища, безпартійний                                  | 28.10.2015   |                 |

Примітка: таблиця складена за даними джерела

### Населення
Згідно з переписом УРСР 1989 року чисельність наявного населення сільської ради становила 2003 особи, з яких 905 чоловіків та 1098 жінок.
За переписом населення України 2001 року в сільській раді мешкало 1389 осіб.

### Мова
Розподіл населення за рідною мовою за даними перепису 2001 року:
| Мова       | Відсоток |
| ---------- | -------- |
| українська | 99,42 %  |
| російська  | 0,51 %   |
| білоруська | 0,07 %   |